# Матвійчук Олександра В'ячеславівна

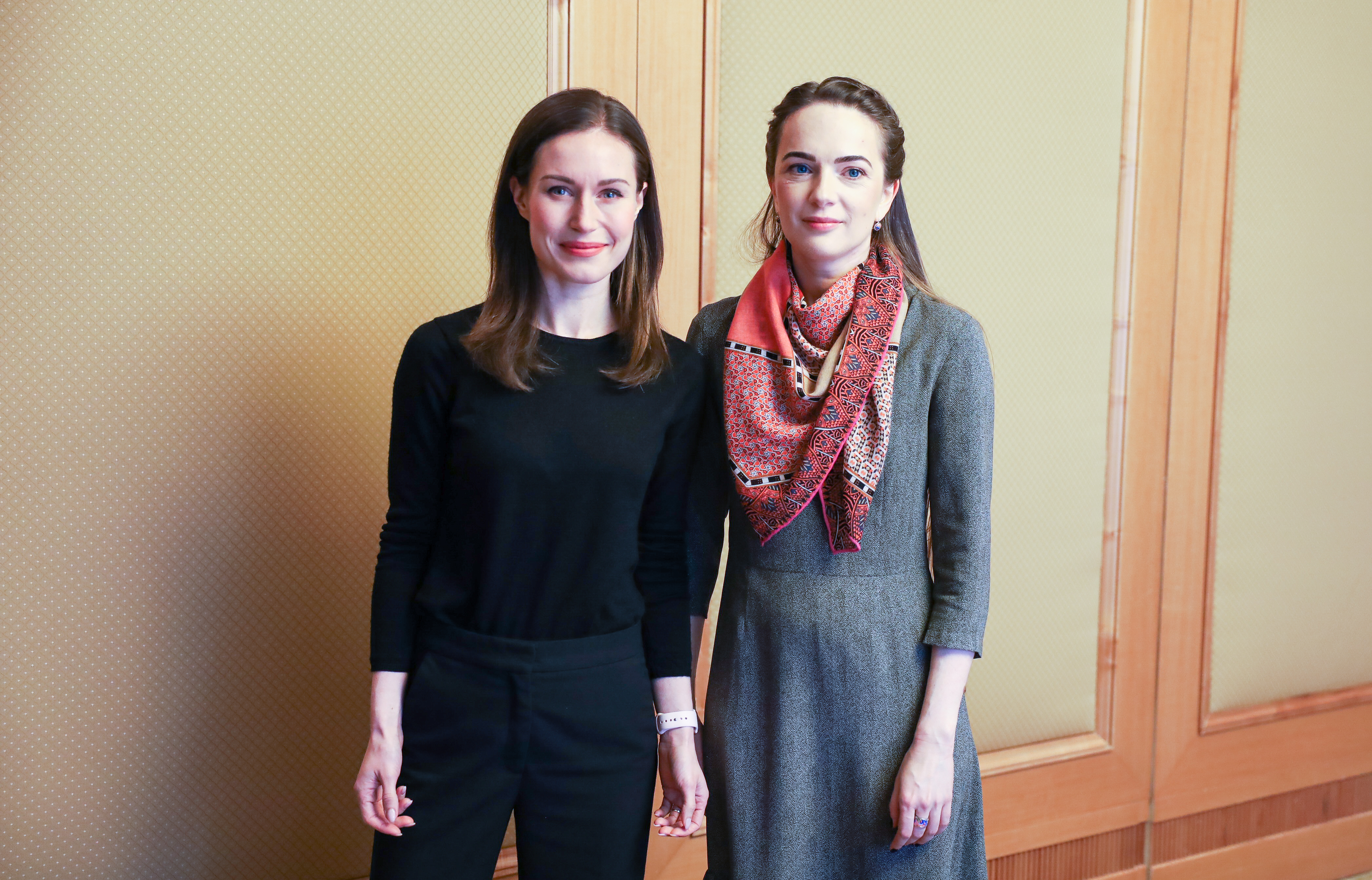
З керівницею Фінляндії Санною Марін, 10 березня 2023, Київ

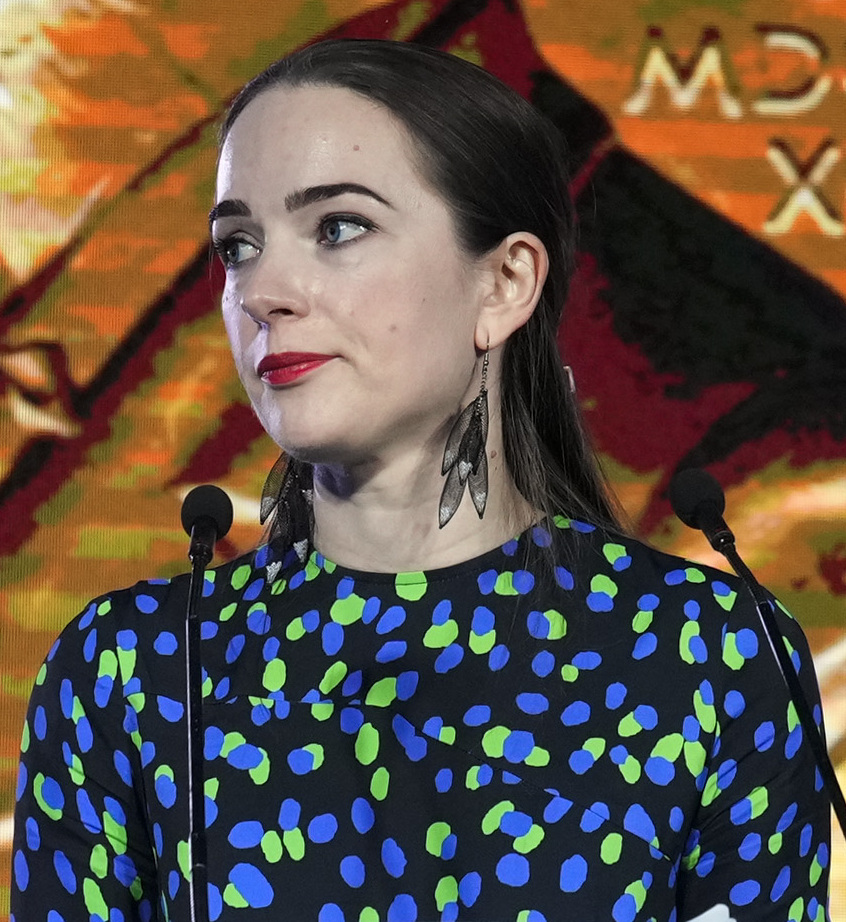
Олександра Матвійчук на Київському безпековому форумі 23 січня 2023

Олекса́ндра В'ячесла́вівна Матвійчу́к (нар. 8 жовтня 1983, м. Київ) — українська правозахисниця, лауреатка премій імені Василя Стуса та «Захисник демократії»,  Очільниця громадської організації «Центр громадянських свобод», нагородженої Нобелівською премією миру 2022 року. Працює над питанням прав людини в Україні та регіоні ОБСЄ. Є членкинею Правління Міжнародного фонду «Відродження».

## Життєпис
Народилася 8 жовтня 1983 року в місті Києві.
Закінчила Український гуманітарний ліцей (з відзнакою), юридичний факультет (2007, з відзнакою) і аспірантуру кафедри теорії та історії держави і права (2010) Київський національний університет імені Тараса Шевченка, Школу законотворчості Інституту законодавства Верховної Ради України (2011), Стенфордський університет (2018, програма українських нових лідерів Центру з питань демократії, розвитку та верховенства права (CDDRL) Стенфордського університету).
На четвертому курсі навчання у КНУ імені Тараса Шевченка проводила тренінги від «Фундації прав людини». При цьому встигала керувати студентським самоврядуванням на юридичному факультеті й викладати правознавство у гімназії в Боярці. 4 червня 2021 року була обрана кандидатом для висунення на обрання членом Комітету ООН проти катувань.
Голова правління Центру громадянських свобод (з 2007); членкиня Консультативної ради при Уповноваженому Верховної Ради України з прав людини (з 2012); координатор громадянської ініціативи «Євромайдан SOS», яка була створена у відповідь на жорстокий розгін студентських демонстрантів 30 листопада 2013 року з метою надання правової допомоги переслідуваним протестувальникам в Україні (з 2013); Голова Організації Центру громадянських свобод (з 2022 понині).
Ініціаторка кампанії #SaveOlegSentsov (після звільнення Олега Сенцова була перейменована у #LetMyPeopleGo) для звільнення українських політв'язнів.  
Авторка ряду альтернативних звітів для різних органів ООН, Ради Європи, Європейського Союзу, ОБСЄ та Міжнародного кримінального суду.
Після початку повномасштабного вторгнення  у лютому 2022 року під керівництвом Олександри Матвійчук, Центр Громадянських Свобод, разом з іншими партнерами, створив  ініціативу «Трибунал для Путіна» з метою документування міжнародних злочинів за Римським статутом Міжнародного кримінального суду в усіх регіонах України, які стали об’єктами атак Російської Федерації.
Олександра Матвійчук — одна з героїнь документального фільму режисера Сергія Лисенка «Євромайдан SOS» (2016).

## Нагороди та відзнаки
- Лауреатка премії імені Василя Стуса (2007) — за видатні досягнення у цій галузі, чітку громадянську позицію, активну присутність в українському культурному просторі[12];
- Диплом найкращих всеукраїнських молодіжних громадських організацій України (2009, Дебатна академія);
- Премія Сюра Ліндебракке за демократію та права людини, Королівство Норвегія (2015)[13];
- Лауреатка премії «Захисник демократії» від місій ОБСЄ, Парламентська асамблея ОБСЄ (2016)[14];
- Премія «Відважна жінка України» від посольства США (2017)[15];
- Премія «За правильний спосіб життя» від шведського фонду Right Livelihood Award Foundation (2022)[16]
- Входить до ТОП 100 Жінок, ВВС (2022)[17]
- Входить до списку лідерів України УП-100 (Українська правда)[18].
- У 2023 році в Тернопільській міській центральній бібліотеці відбулося спецпогашення конвертів, випущених з нагоди отримання «Центром громадянських свобод», нагородженого Нобелівською премією миру 2022 року. Також була випущена марка у проєкті «Власна марка» з білоруським національним гербом «Погоня» на фоні українського прапора[19][20][21].